# Ständiger Ausschuss für geographische Namen
Het Ständiger Ausschuss für geographische Namen, afgekort StAGN, is een autonoom opererend wetenschappelijk gezelschap dat streeft naar de standaardisatie van geografische naamgeving in het Duitstalig spraakgebied. Het gremium heeft zijn zetel in het Duitse Bundesamt für Kartographie und Geodäsie in Frankfurt am Main.
Verschillende wetenschappelijke organisaties en officiële instellingen zijn hierin vertegenwoordigd, waaronder de Nationale Bibliotheek van Duitsland (DNB), de Staatsbibliothek zu Berlin, het Deutsches Institut für Normung (DIN) en het Statistisches Bundesamt. Er zijn ook vertegenwoordigers van Duitstaligen buiten Duitsland, waaronder één aangewezen door de Duitstalige Gemeenschap van België.